# Iris Alanyalı
Iris Alanyalı (* 1969 in Sindelfingen) ist Journalistin und Schriftstellerin.

## Werdegang
Die binationale Alanyalı – Vater aus İzmir, Mutter aus Hessen – ist in Sindelfingen aufgewachsen und ging zum Studium nach Berlin. Dort studierte sie Germanistik, Linguistik und Theaterwissenschaft an der Freien Universität Berlin. Sie absolvierte zudem die Deutsche Journalistenschule in München. Zurzeit lebt sie in den USA.
Alanyalı arbeitet als Redakteurin und Literaturkritikerin bei der Literarischen Welt und publizierte auch in weiteren Zeitungen und Zeitschriften, zum Beispiel im Berliner Tagesspiegel und in der Berliner Morgenpost. Als Buchautorin verfasste sie bislang vornehmlich humoristische Betrachtungen. Ihr Debüt, ein humorvoll erzählerischer Reiseführer Gebrauchsanweisung für die Türkei (2004), wurde auch ins Niederländische und Russische übersetzt. Es folgte Band Die Blaue Reise und andere Geschichten aus meiner deutsch-türkischen Familie (2006), den sie zusätzlich als von ihr gesprochenes Hörbuch veröffentlichte. Zuletzt gab Alanyalı mit Der Teufel trägt Pampers (2008) Einblicke in ihren Alltag mit Kind.

## Werke (Auswahl)
- Gebrauchsanweisung für die Türkei, München (Piper) 2004, ISBN 978-3-492-27530-9.
- Die Blaue Reise und andere Geschichten aus meiner deutsch-türkischen Familie, Reinbek bei Hamburg (Rowohlt) 2006, ISBN 978-3-498-00073-8.
- Der Teufel trägt Pampers, Reinbek bei Hamburg (Rowohlt) 2008, ISBN 978-3-499-62429-2.